# Метар
Метар (симбол: m) је СИ основна јединица за даљину (или дужину у говору физичких наука). Дефинише се као дужина путање коју у апсолутном вакууму пређе светлост за време од тачно 1/(299 792 458) секунди. Ова дефиниција не мења величину јединице (погледати историју испод), али је уведена да би пратио скорашњи развој техника за мерење, где се дужина и време могу репродуковати са веома великом тачношћу – у случају времена, до тачности од 1013.
Метар је оригинално био дефинисан 1793. године као један десето-милионити део растојања између екватора и Северног пола. Године 1799, то је редефинисано у смислу прототипа метарског еталона (стварни еталон је промењен 1889. године). Године 1960, метар је био редефинисан у смислу одређеног броја таласних дужина одабраних емисионих линија криптона-86. Године 1983, је прихваћена садашња дефиниција.
Један метар је једнак приближно 39,37 инча (3,28 стопа). Империјални инч је дефинисан као 0,0254 метра (2,54 cm или 25,4 милиметра). Један метар је око 3 3⁄8 инча дужи од јарда, тј. око 39 3⁄8 инча.

## Конверзије
1 метар је еквивалентан са:
- тачно 1/0,9144 јарда (приближно 1,0936 јард)
- тачно 1/0,3048 стопа (приближно 3,2808 стопе)
- тачно 10000/254 инча (приближно 39,3700788 инча)

## Историја
Сама реч долази из грчког метрон (μετρον []), што значи „мера“, преко француског mètre. Прва забележена употреба у енглеском језику је из 1797. године.
У 18. веку, била су два фаворизована прилаза дефиницији стандардне јединице за дужину. Неки су предлагали дефинисање метра као дужине клатно са полу-периодом од једне секунде. Остали су предлагали дефинисање метра као један десетомилионити део дужине земљиног меридијана по квадранту (једна четвртина обима земље). Године 1791., Француска академија наука је одабрала меридијанску дефиницију, користећи париски меридијан, уместо дефиниције са клатном због мале варијације силе гравитације над површином земље, која утиче на период клатна.
Августа 1793. године, републиканска влада у Француској је одлучила да стандардна јединица дужине буде 10−7 земљиног квадранта који пролази кроз Париз и да се јединица назове метар. Пет година касније мерење је завршено и направљена су три стандарда од платине и више копија од гвожђа. Даље анализе су показале да је дужина земљиног квадранта била погрешно измерена, што је проузроковало да прва прототип еталона буде за петину милиметра краћа (због погрешног прорачуна заравнања земље), па је уместо мењања дужине метра како би се одржао 10−7 однос, метар је редефинисан као растојање између две означене тачке на еталону. Тако да је обим Земље кроз полове само приближно 40 милиона метара.
1870-их година, у доба модерне прецизности, серија међународних конференција је одржана како би се смислили нови метрички стандарди. Конвенција о метру (Уговор о метру) из 1875. године је обавезала стварање сталног Међународног бироа за тежине и мере у Севру у Француској. Ова нова организација би чувала нове прототипове метра и килограма када буду направљени и она би одржавала поређења између њих и националних стандарда за метар и килограм. Ова организација је направила нови прототипни еталон 1889. године успостављајући тако Међународни прототип метра као раздаљину између две линије на стандардном еталону од легуре сачињене од 90% платине и 10% иридијума
1893. године, стандардни метар је први пут измерен интерферометром од стране Алберта Абрахама Микелсона, проналазача те справе и заговорника коришћења неких одређених таласних дужина светлости као стандардна растојања. До 1925, интерферометрију је регуларно користио Међународни биро за тежине и мере. Међутим, међународни прототип метра је остао стандард све до 1960. Првобитни међународни прототип метра се и даље чува у Бироу под условима одређеним 1889. године.
Једанаеста Генерална конференција тежина и мера 1960. године је дефинисала метар у новом СИ систему као 1 650 763.73 таласних дужина наранџасто-црвене емисионе линије у спектру криптон-86 атома у вакууму.
Како би се још више смањила несигурност, седамнаеста Генерална конференција тежина и мера 1983. је заменила дефиницију метра са садашњом, и тако поправила дужину метра у вези са временом и брзином светлости:
Метар је дужина путање коју у вакууму пређе светлост за време од 1/(299 792 458) секунди.
Напомена: ова дефиниција тачно фиксира брзину светлости у вакууму на 299 792 458 m у секунди. Дефиниције базиране на физичким особинама светлости су прецизније јер се за особине светла сматра да су универзално константне.

### Хронологија
Начини дефинисања метра су се временом мењали:
- 8. мај 1790 —  Француска национална скупштина доноси одлуку да дужина новог метра треба да буде једнака дужини клатна са полупериодом од једне секунде.
- 30. март 1791 —  Француска национална скупштина прихвата предлог Француске академије наука да нова дефиниција метра буде једнака једном десето милионитом делу (1/10.000.000) дужине квадранта дуж Земљиног меридијана кроз Париз, што је растојање од екватора до северног пола дуж тог квадранта.
- 1795 —  Привремени метарни еталон је конструисана од месинга. Базирана на Беселовом елипсоиду и легално једнака са 443,44 линија на toise du Pérou (стандарду француске јединице дужине из 1747).
- 10. децембар 1799 —  Француска национална скупштина специфицира метарски еталон од платине, направљену 23. јуна 1799 и депоновану у Националном архиву, као финални стандард. Легално једнака са 443,296 линија на toise du Pérou.
- 28. септембар 1889 —  Прва Генерална конференција за тегове и мере (CGPM) дефинише метар као растојање између две линије стандардног еталона од легуре платине и 10% иридијума, мерено на тачки смрзавања леда.
- 6. октобар 1927 —  Седми CGPM је редефинисао метар као растојање, на 0 °C (273 K), између оса две централне линије означене на прототипном еталону од платине-иридијума, при стандардном атмосферском притиску и док је подржана са два цилиндра од бар 10  (1 ) пречника, симетрично постављена у истој хоризонталној равни на растојању од 571  (57.1 ) један од другог.
- 14. октобар 1960 —  Једанаести CGPM дефинише метар као 1650763,73 таласне дужине у вакууму радијације кореспондирајућег прелаза између 10 и 5 квантног нивоа атома криптона-86.[3]
- 21. октобар 1983 —  Седамнаести CGPM дефинише метар као дужину пута који преваљује светлост у вакууму током временског интервала од 1/299 792 458 секунди.[4]
- 2002 —  Међународни комитет за тегове и мере (CIPM) сматра да је метар јединица правилне дужине и препоручује да се дефиниција ограничи на „дужине ℓ које су довољно кратке тако да су ефекти предвиђени општом релативношћу занемарљиви у односу на неизвесност реализације”.[5]

| Основа дефиниције | Датум | Апсолутна непоузданост | Релативна непоузданост |
| --- | ----- | ---------------------- | ---------------------- |
| 1/10 000 000 део квадранта дуж меридијана, мерење по Деламбру и Мешену (443,296 линија)                               | 1795  | 500–100                | 10−4                   |
| Први прототип фр. Mètre des Archives стандард од платине                                                                                 | 1799  | 50–10                  | 10−5                   |
| Еталон од платине-иридијума на тачки топљења леда (1. CGPM)                                                           | 1889  | 0,2–0,1 (200–100 )     | 10−7                   |
| Платинско-иридијумски еталон на тачки топљења леда и атмосферском притиску, подржан са два ваљака (7. )               | 1927  | n.a.                   | n.a.                   |
| Хиперфина атомска транзиција; 1650763,73 таласна дужина светлости из специфицираног прелаза у атому криптон-86 (11. ) | 1960  | 4                      | 4×10−9                 |
| Дужина пута који пређе светлост у вакууму у 1/299 792 458 секунди (17. )                                              | 1983  | 0,1                    | 10−10                  |

## СИ префикси примењени на метар
СИ префикси се често користе за означавање децималних умножака и делова метра, као што је приказано у доњој табели. Неки се често користе, док са другима то није случај. Дуга растојања се обично изражавају у km, астрономске јединице (149,6 Gm), светлосне године (10 Pm), или парсеци (31 Pm), пре него у Mm, Gm, Tm, Pm, Em, Zm или Ym; „30 cm”, „30 m”, и „300 m” се чешће јављају него „3 dm”, „3 dam”, и „3 hm”.
Термини микрон и (повремено) милимикрон се често користе уместо микрометра (μm) и нанометра (nm), али ова пракса се званично не препоручује.
Метар може да се користи са СИ префиксима.
| Умножак | Име        | Симбол |  | Умножак | Име        | Симбол |
| ------- | ---------- | ------ |  | ------- | ---------- | ------ |
| 100     | метар      |        |  |         |            |        |
| 101     | декаметар  |        |  | 10−1    | дециметар  |        |
| 102     | хектометар |        |  | 10−2    | центиметар |        |
| 103     | километар  |        |  | 10−3    | милиметар  |        |
| 106     | мегаметар  |        |  | 10−6    | микрометар |        |
| 109     | гигаметар  |        |  | 10−9    | нанометар  |        |
| 1012    | тераметар  |        |  | 10−12   | пикометар  |        |
| 1015    | петаметар  |        |  | 10−15   | фемтометар |        |
| 1018    | ексаметар  |        |  | 10−18   | атометар   |        |
| 1021    | зетаметар  |        |  | 10−21   | зептометар |        |
| 1024    | јотаметар  |        |  | 10−24   | јоктометар |        |

## Еквиваленти у другим јединицама
| Метричка јединица изражена у не-СИ јединицама | Метричка јединица изражена у не-СИ јединицама | Метричка јединица изражена у не-СИ јединицама | Метричка јединица изражена у не-СИ јединицама | Метричка јединица изражена у не-СИ јединицама | Не-СИ јединица изражена у метричким јединицама | Не-СИ јединица изражена у метричким јединицама | Не-СИ јединица изражена у метричким јединицама | Не-СИ јединица изражена у метричким јединицама |
| --------------------------------------------- | --------------------------------------------- | --------------------------------------------- | --------------------------------------------- | --------------------------------------------- | ---------------------------------------------- | ---------------------------------------------- | ---------------------------------------------- | ---------------------------------------------- |
| 1 метар                                       | ≈                                             | 1,0936                                        | јард                                          |                                               | 1 јард                                         | ≡                                              | 0,9144                                         | метар                                          |
| 1 метар                                       | ≈                                             | 39,370                                        | инч                                           |                                               | 1 инч                                          | ≡                                              | 0,0254                                         | метар                                          |
| 1 центиметар                                  | ≈                                             | 0,39370                                       | инч                                           |                                               | 1 инч                                          | ≡                                              | 2,54                                           | центиметар                                     |
| 1 милиметар                                   | ≈                                             | 0,039370                                      | инч                                           |                                               | 1 инч                                          | ≡                                              | 25,4                                           | милиметар                                      |
| 1 метар                                       | ≡                                             | 1 × 1010                                      | ангстрем                                      |                                               | 1 åнгстрем                                     | ≡                                              | 1 × 10−10                                      | метар                                          |
| 1 нанометар                                   | ≡                                             | 10                                            | ангстрем                                      |                                               | 1 ангстрем                                     | ≡                                              | 100                                            | пикометара                                     |

Унутар ове табеле, „инч” и „јард” се односе на „међународни инч” и „међународни јард” респективно, мада приближне конверзије у левој колони важе за међународне и геодетске јединице.
"≈" значи „је приближно једнак са”;
"≡" значи „једнак по дефиницији” или „је тачно једнак”.
Један метар је тачно еквивалентан са 10 000/254 инча и са 10 000/9 144 јарда.
Постоји једноставно мнемоничко помагало за конверзију, у виду тројки:
1 метар је скоро еквивалентан са 3 стопе 3 3⁄8 инча. Тиме се прецењује за 0,125 . Међутим, уместо меморисања таквих формула за конверзију препоручује се визуелизација метричких јединица.
Антички египатски кубит је имао око 0,5 m (преживели еталони су 523–529 mm дуги). Шкотске и Енглеске дефиниције лакат (два кубита) су биле 941 mm (0,941 m) и 1143 mm (1,143 m) респективно. Антички париски туаз (фр. toise) је био нешто краћи од 2 m и био је стандардизован на тачно 2 m у систему уобичајених мера, тако да је 1 m био тачно 1⁄2 туаза. Руска врста је била 1,0668 km. Шведска миља је имала 10,688 , али је промењена на 10 km кад је Шведска прешла на метричке јединице.